# Ludwig Hain
Ludwig Friedrich Theodor Hain (* 5. Juli 1781 in Stargard in Pommern; † 27. Juni 1836 in München) war Schriftsteller, Lexikonredakteur und Bibliograph von Inkunabeln.

## Leben und Werk
Ludwig Hain war seit 1812 in Leipzig tätig als Redakteur des Brockhaus'schen Conversationslexikons. Anschließend lebte er bis zu seinem Tod als Privatgelehrter in München.
Neben einigen Übersetzungen hinterließ er insbesondere ein Inkunabelverzeichnis, das Repertorium bibliographicum, dessen ersten Teil er 1826 herausgab; der zweite bis vierte Teil erschienen postum 1838. Hain griff bei seiner Erfassung der „Wiegendrucke“ (Inkunabeln) auf die Münchner Bestände zurück. Er berücksichtigte bei der Aufstellung die wesentlichen Charakteristika, wie zum Beispiel Format und Schrift, und die Kollationierung; auch gab er jeweils das „Incipit“ und das „Explicit“ exakt wieder. Allerdings legte er sein Verzeichnis alphabetisch nach Autoren an, einem für Inkunabeln nicht charakteristischen Merkmal. Es blieb fragmentarisch und wird nach und nach durch den in Arbeit befindlichen Gesamtkatalog der Wiegendrucke ersetzt.